# Ambrusz Árpád
Ambrusz Árpád (Nyíregyháza, 1980. július 2. –)  magyar labdarúgó, jelenleg a Nyíregyháza Spartacus FC játékosa.

## Sikerei, díjai
- Magyar másodosztály
  - bajnok: 2006–07